# McCabe & Mrs. Miller
McCabe & Mrs. Miller (conocida para su distribución en castellano como Los vividores y Del mismo barro) es una película estadounidense, dirigida por Robert Altman en 1971. Forma parte del AFI's 10 Top 10 en la categoría "Western".

## Argumento
En 1902, John McCabe, un tahúr, llega a Presbyterian Church, una ciudad minera en el noroeste de los Estados Unidos. Abre un burdel, que llega a funcionar bien gracias a la ayuda de una de las prostitutas, Constance Miller.
Como la ciudad se vuelve más rica, un par de agentes de la empresa minera Shaughnessy Harrison llegan para comprar la empresa de McCabe, así como las minas de zinc de los alrededores. Pero este se niega...

## Reparto
- Warren Beatty como John McCabe
- Julie Christie como Constance Miller
- René Auberjonois como Patrick Sheehan
- William Devane como Clement Samuels
- John Schuck como Smalley
- Corey Fischer como Sr. Elliot
- Shelley Duvall como Ida Coyle